# Buxus bahamensis
Buxus bahamensis är en buxbomsväxtart som beskrevs av John Gilbert Baker. Buxus bahamensis ingår i släktet buxbomar, och familjen buxbomsväxter. Inga underarter finns listade i Catalogue of Life.
Arten förekommer på Bahamas, på Turks- och Caicosöarna och på öar som tillhör Kuba. Den växer i låglandet upp till 5 meter över havet. Växten hittas vid vattendrag och vid saltvatten.
Beståndet hotas av landskapsförändringar och av stormar. Hela populationen anses vara stor. IUCN listar arten som livskraftig (LC).